# پیتر کورلند
پیتر کورلند (انگلیسی: Peter F. Kurland؛ زاده ۱۹۵۸ (۶۶–۶۷ سال)) یک میکسر صدای اهل آمریکا است.